# Ловер-Макангі Тауншип (округ Макангі, Пенсільванія)
Ловер-Макангі Тауншип (англ. Lower Macungie Township) — селище (англ. township) в США, в окрузі Лігай штату Пенсільванія. Населення — 32 426 осіб (2020).

## Демографія
Згідно з переписом 2010 року, у селищі мешкали 30 633 особи в 11 494 домогосподарствах у складі 8746 родин. Було 11910 помешкань
Расовий склад населення:
| - 87,4 % — білих - 6,0 % — азіатів - 3,3 % — чорних або афроамериканців - 0,1 % — корінних американців - 1,6 % — осіб інших рас |

До двох чи більше рас належало 1,6 %. Частка іспаномовних становила 5,0 % від усіх жителів.
За віковим діапазоном населення розподілялося таким чином: 25,7 % — особи молодші 18 років, 58,0 % — особи у віці 18—64 років, 16,3 % — особи у віці 65 років та старші. Медіана віку мешканця становила 41,0 року. На 100 осіб жіночої статі у селищі припадало 93,7 чоловіків;  на 100 жінок у віці від 18 років та старших — 89,8 чоловіків також старших 18 років.
Середній дохід на одне домашнє господарство  становив 103 681 долар США (медіана — 82 218), а середній дохід на одну сім'ю — 121 363 долари (медіана — 97 815). Медіана доходів становила 74 935 доларів для чоловіків та 52 099 доларів для жінок. За межею бідності перебувало 3,4 % осіб, у тому числі 3,2 % дітей у віці до 18 років та 2,1 % осіб у віці 65 років та старших.
Цивільне працевлаштоване населення становило 15 040 осіб. Основні галузі зайнятості: освіта, охорона здоров'я та соціальна допомога — 26,3 %, виробництво — 15,4 %, науковці, спеціалісти, менеджери — 14,9 %.